# Portulans de l'imaginaire
Portulans de l'imaginaire (titre original : Maps in a Mirror: The Short Fiction of Orson Scott Card) est un recueil de nouvelles de science-fiction et de fantasy de l'écrivain américain Orson Scott Card publié en octobre 1990. Ce recueil a reçu le prix Locus du meilleur recueil de nouvelles en 1991. Quatre des cinq parties qui le composent ont été traduites en français.

## Liste des nouvelles
1. L'Homme transformé - Récits d'angoisse, L'Atalante, 2000 ((en) The Changed Man, 1990)Introduction et postface de l'auteur
  - L'Homme transformé et le roi des mots ((en) The Changed Man and the King of Words, 1981)
  - Les Euménides dans les toilettes du quatrième ((en) Eumenides in the Fourth Floor Lavatory, 1979)
  - Quietus ((en) Quietus, 1979)
  - Exercices respiratoires ((en) Deep Breathing Exercises, 1979)
  - Commerce de gros ((en) Fat Farm, 1980)
  - Temps morts ((en) Closing the Timelid, 1979)
  - Jeux sans frontières ((en) Freeway Games, 1979)
  - Les Chants du sépulcre ((en) A Sepulchre of Songs, 1981)
  - Contrainte préalable ((en) Prior Restraint, 1986)
  - Souvenirs de ma tête ((en) Memories of My Head, 1990)
  - Enfants perdus ((en) Lost Boys, 1992)Prix Locus de la meilleure nouvelle courte 1990
2. Avatars - Récits d'avenirs, L'Atalante, 2000 ((en) Flux, 1990)Introduction et postface de l'auteur
  - Milles Morts ((en) A Thousand Deaths, 1978)
  - À moins que l'âme ne tape dans ses mains ((en) Clap Hands and Sing, 1982)
  - Trottecaniche ((en) Dogwalker, 1989)Prix Locus de la meilleure nouvelle longue 1990
  - Faisons comme si ce n'était pas vrai ((en) But We Try Not to Act Like It, 1979)
  - Retour aux sources ((en) I Put My Blues Genes On, 1978)
  - À la niche ((en) In the Doghouse, 1978)
  - L'Originiste ((en) The Originist, 1989)
3. Sonates frelatées - Fables et contes fantastiques, L'Atalante, 2001 ((en) Monkey Sonatas, 1990)Introduction et postface de l'auteur
  - Sonates sans accompagnement ((en) Unaccompagnied Sonata, 1979)
  - En route pour assassiner Richard Nixon ((en) A Cross-Country Trip To Kill Richard Nixon, 1980)
  - La Salamandre de porcelaine ((en) The Porcelain Salamander, 1981)
  - La Femme du milieu ((en) Middle Woman, 1981)
  - La Brute et la bête ((en) The Bully And The Beast, 1979)
  - L'Ours et la Princesse ((en) The Princess And The Bear, 1980)
  - La Magie du sable ((en) Sandmagic, 1979)
  - Le Plus Beau Jour ((en) The Best Day, 1984)
  - Les Papillons ((en) A Plague Of Butterflies, 1981)
  - Un jardin de roses ((en) The Monkeys Thought 'Twas All in Fun, 1979)
4. Cruels miracles - Contes de la mort, l'espoir et la sainteté, L'Atalante, 2002 ((en) Cruel Miracles, 1990)Introduction et postface de l'auteur
  - Les Dieux mortels ((en) Mortal Gods, 1979)
  - Grâce salvatrice ((en) Saving Grace, 1987)
  - Œil pour œil ((en) Eye for Eye, 1987)Prix Hugo du meilleur roman court 1988
  - Le Conte de Sainte-Amy ((en) St. Amy's Tale, 1980)
  - Mets de roi ((en) Kingsmeat, 1979)
  - Sacré ((en) Holy, 1980)
5. (en) Lost Songs: The Hidden Stories, 1990
  - (en) Ender's Game, 1977
  - (en) Mikal's Songbird, 1978
  - (en) Prentice Alvin and the No-Good Plow, 1989
  - (en) Malpractice, 1977
  - (en) Follower, 1990
  - (en) Hitching, 1990
  - (en) Damn Fine Novel, 1990
  - (en) Billy's Box, 1978
  - (en) The Best Family Home Evening Ever, 1978
  - (en) Bicicleta, 1977
  - (en) I Think Mom and Dad Are Going Crazy, Jerry, 1979
  - (en) Gert Fram, 1977

## Éditions
- Maps in a Mirror: The Short Fiction of Orson Scott Card, Orson Scott Card, octobre 1990, Tor Books, 675 pages  (ISBN 0-312-85047-6)
- Portulans de l'imaginaire 1 - L'Homme transformé - Récits d'angoisse, Orson Scott Card, 6 mars 2000, trad. Luc Carissimo et Arnaud Mousnier-Lompré, L'Atalante, La Dentelle du cygne, 267 pages  (ISBN 978-2841721139)
- Portulans de l'imaginaire 2 - Avatars - Récits d'avenirs, Orson Scott Card, 28 mars 2000, trad. Florence Bury, Luc Carissimo et Arnaud Mousnier-Lompré, L'Atalante, La Dentelle du cygne, 297 pages  (ISBN 978-2841721306)
- Portulans de l'imaginaire 3 - Sonates frelatées - Fables et contes fantastiques, Orson Scott Card, 28 mars 2001, trad. Luc Carissimo et Arnaud Mousnier-Lompré, L'Atalante, La Dentelle du cygne, 327 pages  (ISBN 978-2841721658)
- Portulans de l'imaginaire 4 - Cruels miracles - Contes de la mort, l'espoir et la sainteté, Orson Scott Card, 28 mars 2002, trad. Luc Carissimo et Arnaud Mousnier-Lompré, L'Atalante, La Dentelle du cygne, 219 pages  (ISBN 978-2841722013)